# نويل هيليارد
نويل هيليارد (بالإنجليزية: Noel Hilliard)‏ (6 فبراير 1929، نيبيار في نيوزيلندا - 22 أكتوبر 1996)؛ روائي نيوزيلندي. درس في جامعة فيكتوريا.